# Elsevier
Elsevier (Елзевир) е издателство, специализирано в публикуването на научна литература, като обемът на неговата продукция се оценява на 1/4 от всички статии, издавани в академичните периодични издания. Поддържа своя собствена база данни (Scopus), чрез която са достъпни около 10 милиона публикации. Elsevier е част от RELX Group, приемник от 2015 г. на Reed Elsevier.
Основано е през 1880 г. в Амстердам (Нидерландия). Името идва от по-старото холандско издателство на Лодвик Елзевир (Elzevir), което няма връзка с днешната група.
Elsevier ползва научната продукция на около 4500 организации и университети от 180 страни в света. Потребители на продуктите на компанията са научноизследователски центрове по цял свят (университети, библиотеки, министерства и ведомства), а също частни корпорации от Европа, Америка и Азия. Броят на потребители, ползващи информацията на издателството се оценява на 30 милиона.
През 2013 г. Elsevier закупува добиващата популярност система за мениджмънт на препратки и документи Mendeley.
През 2016 г. купува свободния архив SSRN.

## Противоречия
Търговските практики на издателството за платен достъп, както и подкрепата на законодателството, ограничаващо достъпа до публикации, пораждат недоволство и довеждат до безпрецедентен международен бойкот в 2012 г. Инициативата „Цената на познанието“ (на английски: The Cost of Knowledge) поддържа уебсайт, на който учени публично заявяват, че няма да публикуват или рецензират статии в списанията на Elsevier.
Робърт Дарнтън, международно признат изследовател на книгоиздаването, счита, че „е наложително да се опитаме да ограничим хищническите дейности на големи издатели като Elsevier...“
През 2009 г. по време на съдебен процес в Австралия се изяснява, че Elsevier е допускало в течение на няколко години отпечатването на шест псевдонаучни журнала. Те са били трудно различими от обичайните издания, но съдържанието им е било подбирано и представяно единствено с оглед интересите на фармацевтични компании. На 7 май 2009 г. в официално извинение Elsevier признава фактите
Закупуването на Mendeley се свързва с желанието на Elsevier да контролира обменяната посредством системата информация.
В края на 2013 г. Elsevier започва активна кампания срещу лица и институции, оставили на свободен достъп отделни публикации, над които издателството е добило вещни права.
През юли 2015 г. Асоциацията на холандските университети обявява, че планира бойкот на Elsevier заради ценовата политика на компанията и отказа на приемливи форми за свободен достъп. В края на 2016 г. повече от 50 германски университета (Университетът в Гъотинген е един от тях) солидарно се отказват от абонамент за услугите на Elsevier, a в края на следващата година броят им надхвърля 200.. В началото на 2019 г. Калифорнийският университет (Бъркли) обявява, че няма да подпише нов договор с Elsevier поради конкретни и принципни разногласия относно свободния достъп..
През април 2023 г. цялата редакционната колегия на Neuroimage напуска в знак на протест срещу прекомерния размер на т.нар. „такса за обработка“, възлизаща на около 3000 щ.д. за статия.

## ScienceDirect
От 1999 г. стартира платформата ScienceDirect, онлайн база данни на ресурсите на издателството, която става важен информационен ресурс на международното научноизследователско общество.
Констатирано е неколкократно, че Elsevier използва също своята система, за да продава статии, оставени другаде на свободен достъп.
На базата на ScienceDirect през 2002 г. е създадена базата данни Scopus.
Ценовата политика на Elsevier е скривана зад конфиденциални клаузи. През лятото на 2016 г. в пресата изтича информация, че националният абонамент за услугите на Elsevier в България възлиза на 8 млн. лв. годишно.. При прекратяване на договора между Elsevier и Калифорнийския университет се изяснява, че абонаментът е струвал около 11 млн. щ. д. годишно, а за новите условията исканата цена е била завишена.
В началото на 2020 г. издаваният от Elsevier Journal of Theoretical Biology (JTB) съобщава, че е отстранил редактор, който изисквал цитирания, за да одобри публикуване. Общо девет журнала на издателството са уличени в неетични практики на цитиране и са изключени от Journal Citation Reports, който публикува официалните импакт фактори за 2020 г..